# Список страв тайської кухні
Це вибраний список популярних страв тайської кухні.

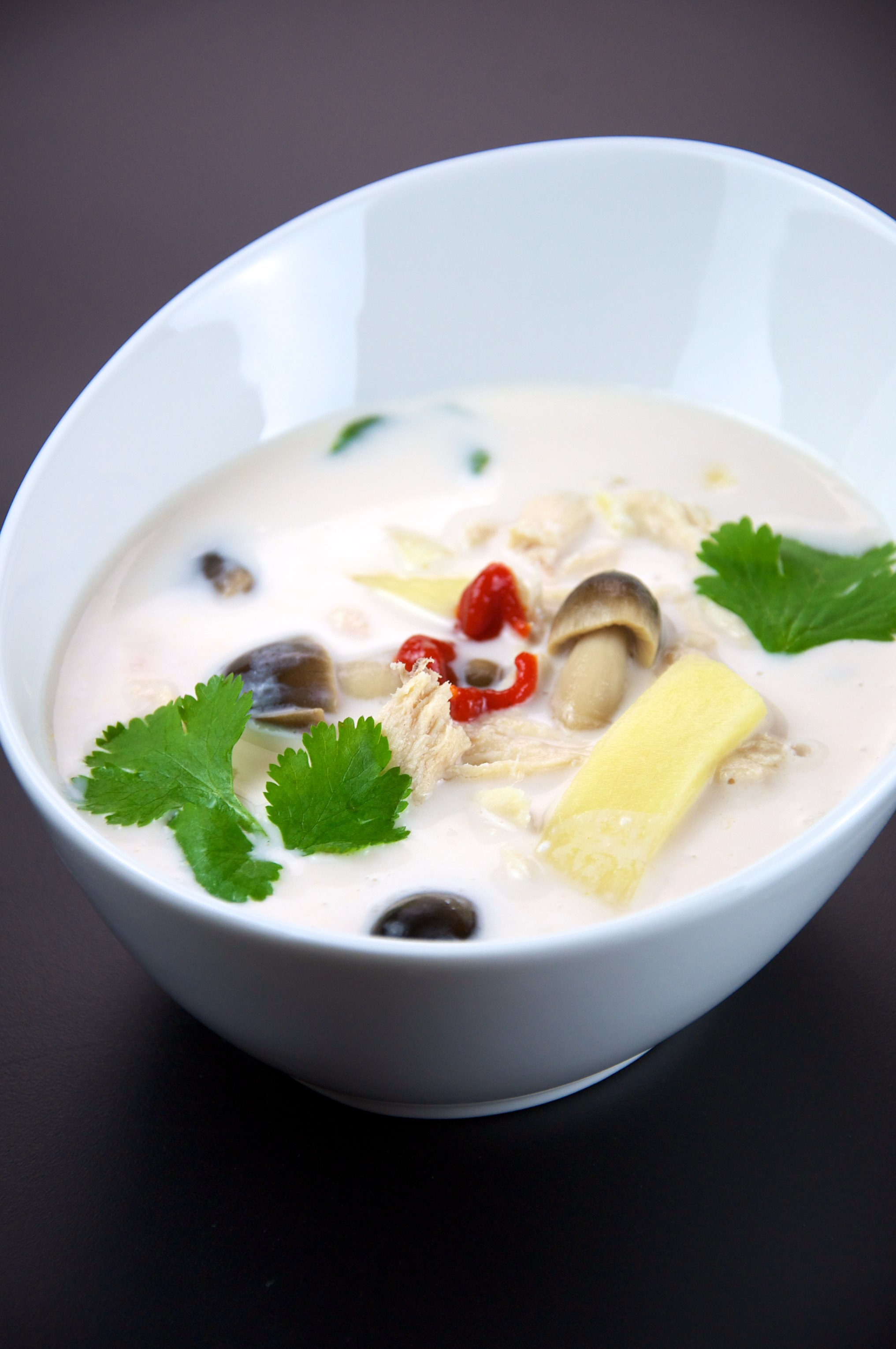
Суп том ка

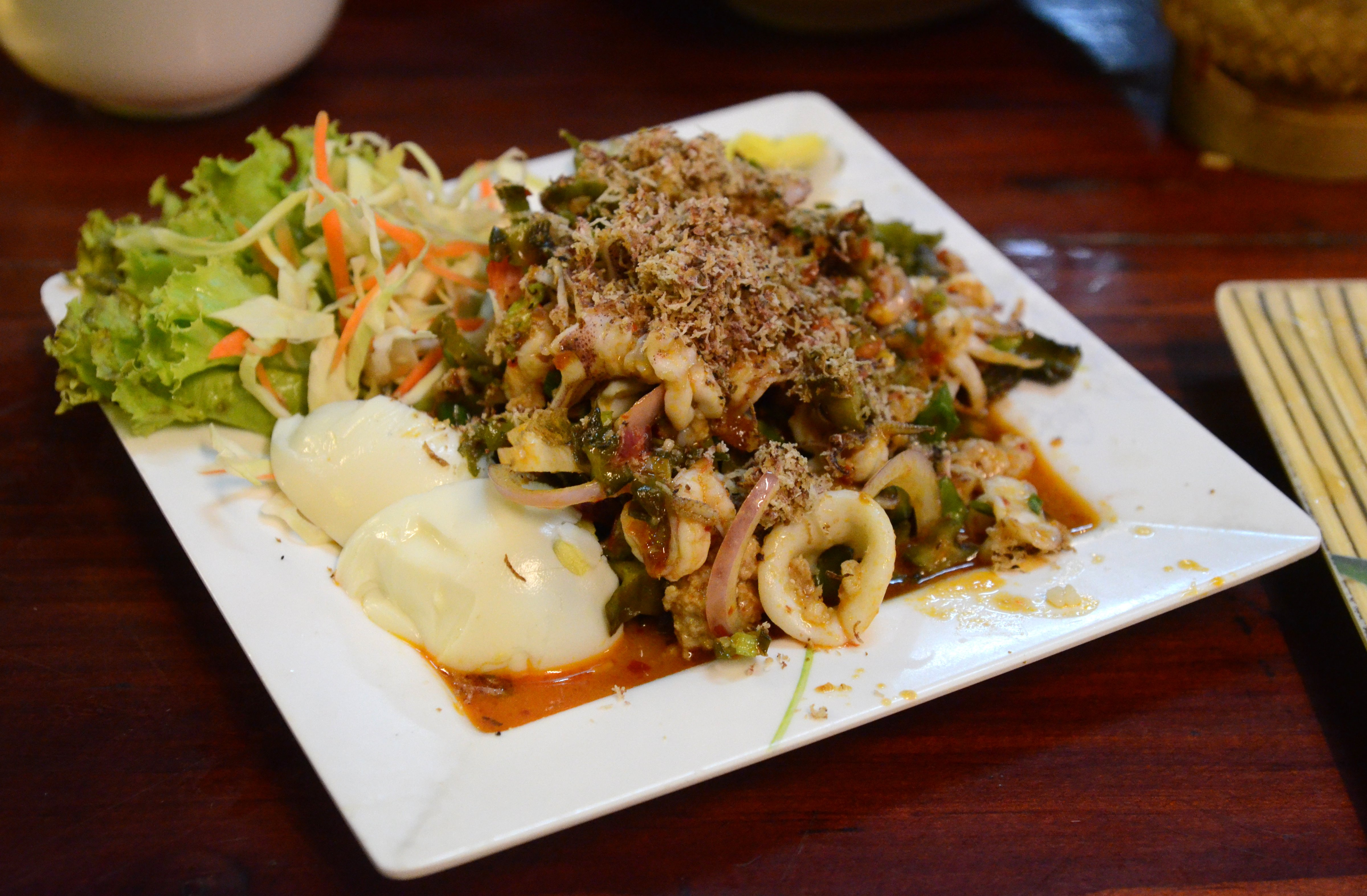
Ям туа пу

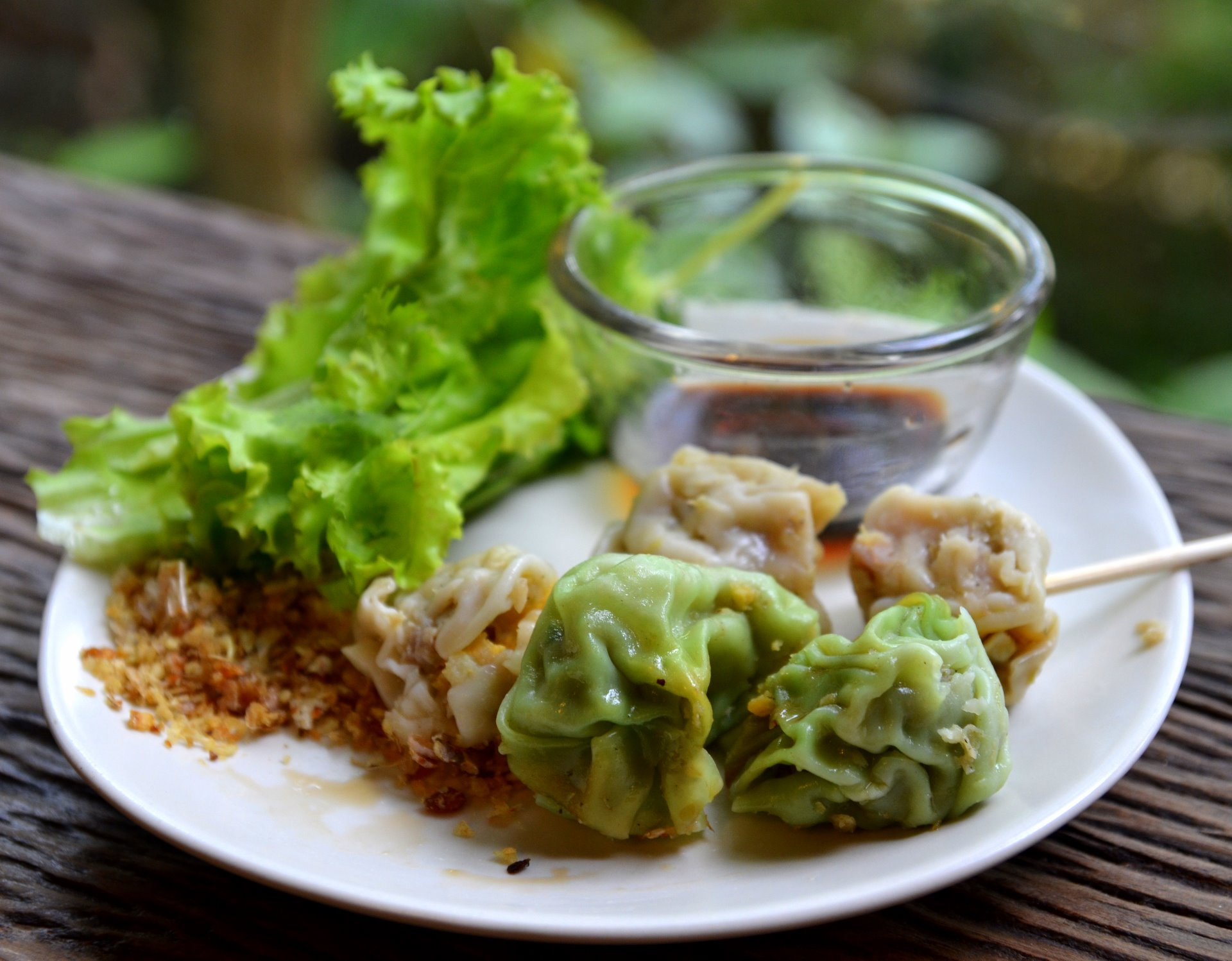
Канум джііб

## Страви

### Супи
- Том ям (тай. ต้มยำ) — популярний гострий суп з імбирем та цимбопогоном (лимонною травою).
- Том ка (тай. ต้มข่าไก่) — гострий суп з грибами та кокосовим молоком.
- Му ката (тай. หมูกระทะ) — комбінація супу з м'ясним барбекю. Споживається під час готування.
- Квай тіао (тай. ก๋วยเตี๋ยว) — набірний суп з макаронами, зеленню та соєвими паростками. У перекладі з тайської означає просто макарони, хоча за європейськими мірками це суп. Дуже поширена вулична їжа, інгредієнти якої складають у тарілку прямо перед подачею на стіл.
- Йентафу, рожевий суп з локшиною (тай. เย็นตาโฟ, кит.: 酿豆腐, дослівно «фарширований тофу») — популярна страва в китайській та тайській кухні.
- Чім чум (тай. จิ้มจุ่ม) — популярний серед вуличної їжі суп в Таїланді.

### Салати
- Ям (тай. ยำ) — загальна назва для гострих салатів.
- Сом там (тай. ส้มตำไทย) — популярний гострий салат з зеленої папаї.
- Кой (лаос. ກ້ອຍ; тай. ก้อย) — популярний салат з денатурованого соком лайму сирого м'яса та спецій в Лаосі та Ісаані, Таїланд.
- Ям туа пу (тай. ยำถั่วพู, англ. Wing Bean Salad) — традиційний гострий салат з крилатої квасолі у Таїланді.
- Гунг тен, танцюючі креветки, (тай. กุ้งเต้น, англ. Dancing Shrimp Salad) — популярний салат з живими креветками у Лаосі та Ісаані, Таїланд.

### Страви з рису
- Кхао пад (тай. ข้าวผัด) — смажений рис з наповнювачами.
- Кхао том (тай. ข้าวต้ม) — рисова каша.
- Кхао кан чін (тай. ข้าวกั๊นจิ๊น) — страва з рису з Північного Таїланду.
- Кхао няо (тай. ข้าวเหนียว) — липкий рис.

### Страви з тіста
- Канум джііб (тай. ขนมจีบ) — маленькі вареники з м'ясною начинкою.
- Пад тай (тай. ผัดไทย) — смажені макарони з наповнювачами.

### Закуски
- Неем (тай. แหนม) — кисла свинина у бананових листях.
- Рот дуан (тай. รถด่วน) — смажені хробаки.

### Соуси
- Пла ра, пла даєк (тай. ปลาร้า, тай. ปลาแดก) — традиційна приправа з ферментованої риби та рисових висівок в Лаосі та провінції Таїланду Ісаан.
- Нам чім, нам джім (тай. น้ำจิ้ม) — тайський дип-соус. Може мати різні інгредієнти, що змішують у ступі, та комбінацію смаків (солоний, солодкий, гострий та кислий).
- Нам пхрік (тай. น้ำพริก) — популярна тайська присмака, вид гострої пасти на основі перців чилі.
- Срірача, сірача, шрираша (тай. ศรีราชา) — вид соусу з червоного перцю, оцту, часнику, цукру та солі.

### Солодощі
- Кханом чан (тай. ขนมชั้น) — рисові солодощі з панданом.
- Фой тонг (тай. ฝอยทอง) — яєчні нитки у солодкому сиропі.
- Клуаї буат чі (тай. กล้วยบวชชี) — банан у кокосовому молоці.